# Francis Scully
Francis Paul „Frank“ Scully junior (* 24. Januar 1925 in Boston; † 9. November 1998 in Stonington) war ein US-amerikanischer Segler.

## Erfolge
Francis Scully nahm in der 5,5-Meter-Klasse an den Olympischen Spielen 1964 in Tokio teil, dabei war er neben Joseph Batchelder Crewmitglied der Bingo von Skipper John McNamara. In insgesamt sechs Wettfahrten gelangen ihnen ebenso wie der schwedischen Rush VII von Skipper Lars Thörn und dem von Bill Northam angeführten australischen Boot Barrenjoey jeweils zwei Siege. Da die übrigen Resultate schwächer waren als die der Konkurrenz, landeten die US-Amerikaner im Gesamtklassement mit 5106 Punkten hinter den Australiern und den Schweden auf dem dritten Platz und gewannen somit die Bronzemedaille. Bereits 1959 sicherte sich Scully in Chicago bei den Panamerikanischen Spielen in der 5,5-Meter-Klasse mit George O’Day und Victor Sheronas die Goldmedaille.
Scully schloss ebenso wie John McNamara ein Studium am Harvard University ab.